# Ono Kensó
Ono Kensó (japánul: 小野賢章, Fukuoka prefektúra, 1989. október 5. –) japán színész, énekes és szeijú. Japánban 2001 óta leginkább Harry Potter szinkronhangjaként ismert, továbbá megjelent számos anime és japán televíziós sorozatban.
Zongorázik, gitározik és kosárlabdázik és tornázik is.
Az első film, amiben megjelent, az 1997-es Peking Gendzsin Who are you? volt, majd 2001-ben szerepet kapott a Red Shadow Akakage című filmben is. 2007-ben a Hótai clubban szerepelt.